# Cine de Yibuti
El cine de Yibuti  se refiere, en un sentido amplio, a la actividad de producción, distribución y exhibición de películas realizada en Yibuti o considerada por alguna razón perteneciente a ese país. 

## Historia
Relatar historias es una antigua costumbre en la cultura de Yibuti. La afición al cine no es más que una moderna y visual encarnación y continuación de aquella tradición.
Las primeras exhibiciones cinematográficas eran en francés y el primer local destinado a ellas fue en la década de 1920 en una época en que su ciudad capital homónima se estaba expandiendo y su población se iba incrementando. Los locales de cine permitían a los pobladores mirar películas en un ambiente relajado y su número fue aumentando a medica que crecía la actividad local. Entre esos establecimientos se encontraban Eden abierto en 1934, Olympia en 1939, Le Paris en 1965, y Al Hilal en 1975. 
En la década de 1970 la ciudad capital poseía 5 locales de cine, uno en cada barrio. También hubo intentos de filmar con actores locales, como por ejemplo, Burta Djinka, una película hablada en somalí dirigida por G. Borg. Después de la declaración de independencia del país en 1977, surgió un número creciente de compañías propiedad del Estado dedicadas a la de producción y distribución, así como salas de proyección de películas. En la década de 1990 cerraron sus puertas dos de las salas de cine de mayor capacidad, el Odeon y el  Olympia.